# Pristimantis jaguensis
Espèce
Pristimantis jaguensis est une espèce d'amphibiens de la famille des Craugastoridae.

## Répartition
Cette espèce est endémique du département d'Antioquia en Colombie. Elle se rencontre à Alejandría entre 1 000 et 1 200 m d'altitude sur le versant Est de la cordillère Centrale.

## Publication originale
- Rivera-Prieto, Rivera-Correa & Daza-Rojas, 2014 : A new colorful species of Pristimantis (Anura: Craugastoridae) from the eastern flank of the Cordillera Central in Colombia. Zootaxa, no 3900 (2), p. 223–242.